# 제이크 데커드

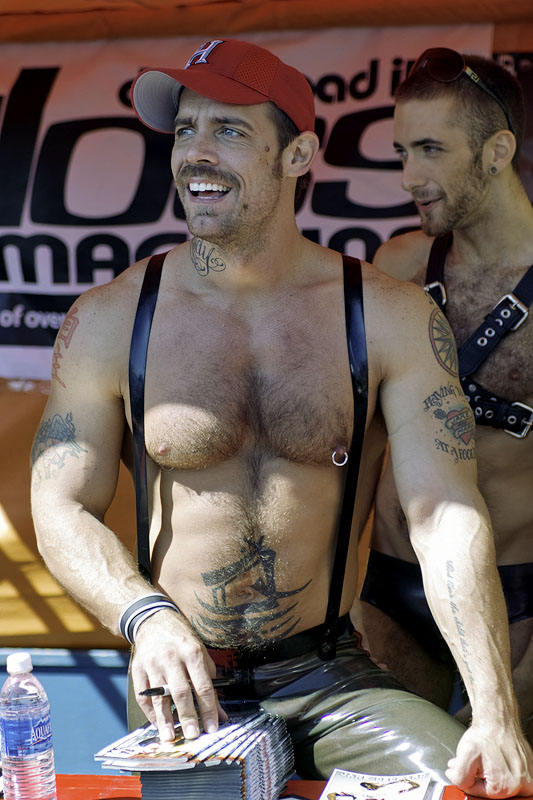
제이크 데커드

제이크 데커드(Jake Deckard, 1972년 12월 30일 ~ )는 미국의 포르노 배우로, 게이 포르노에 종사한다. 2008년, GayVN 어워드 올해의 게이 포르노 배우와 최우수 배우 부문을 수상하였다.